# Ittlingen
Ittlingen – miejscowość i gmina w Niemczech, w kraju związkowym Badenia-Wirtembergia, w rejencji Stuttgart, w regionie Heilbronn-Franken, w powiecie Heilbronn, wchodzi w skład wspólnoty administracyjnej Eppingen. Leży w Kraichgau, nad rzeką Elsenz, ok. 18 km na zachód od Heilbronn, przy linii kolejowej Eppingen-Steinsfurt.

## Galeria

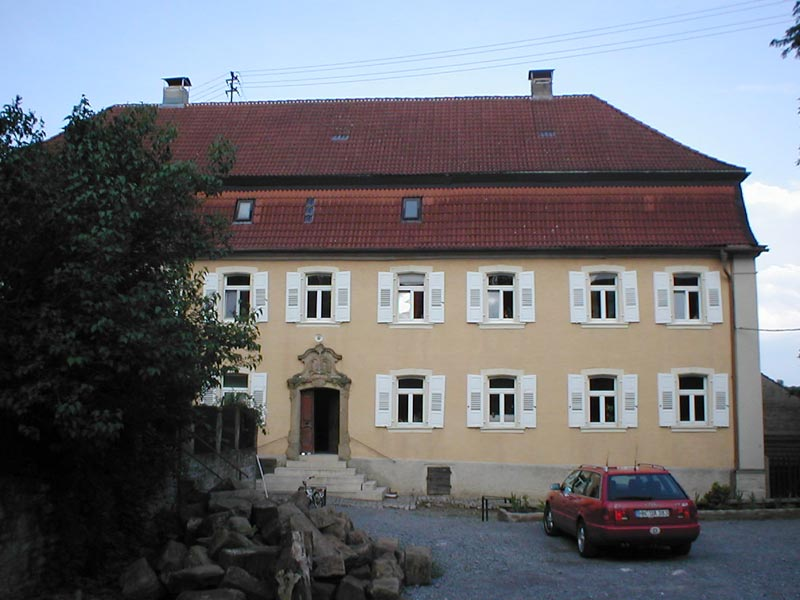
Zamek
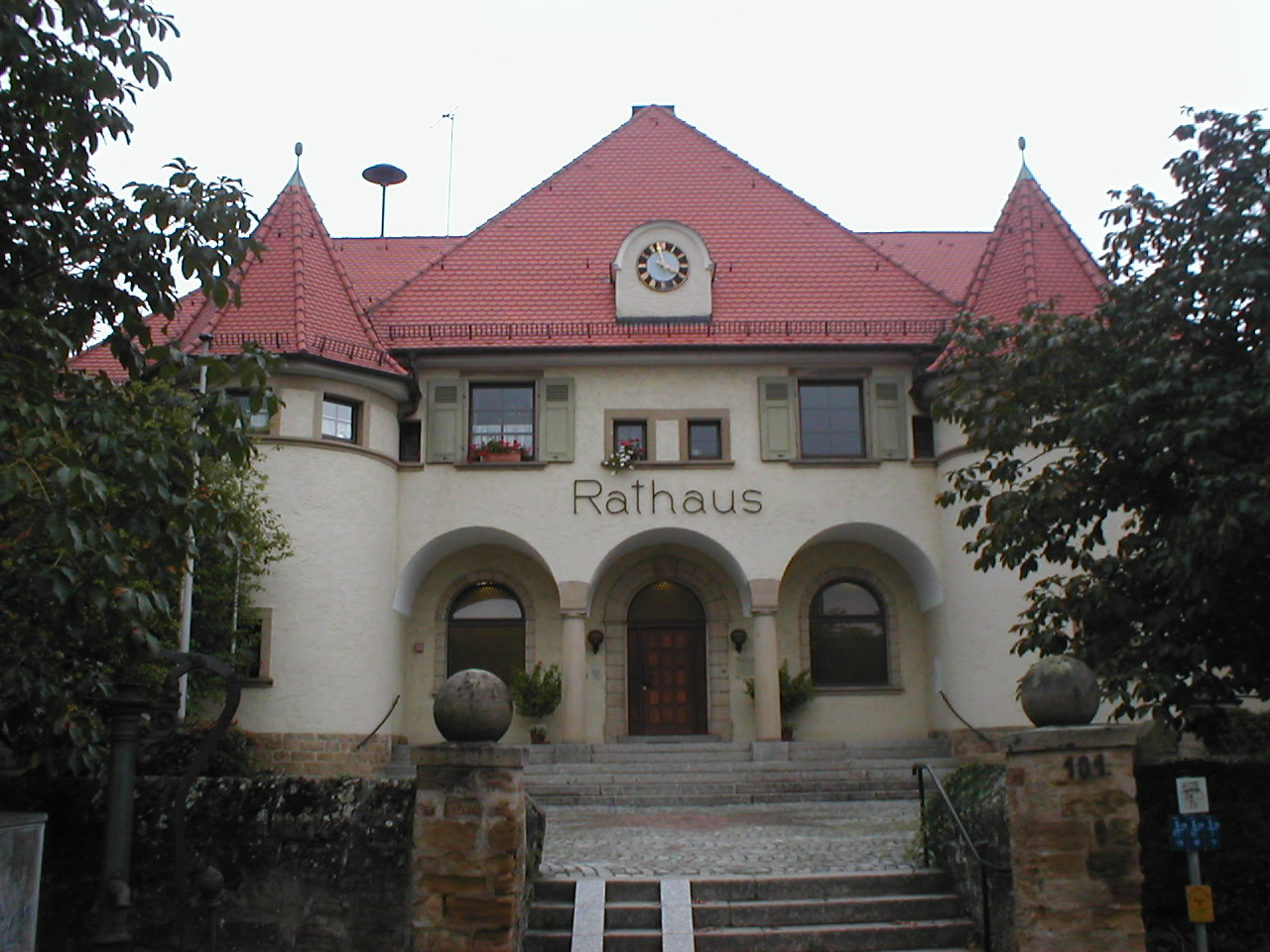
Ratusz
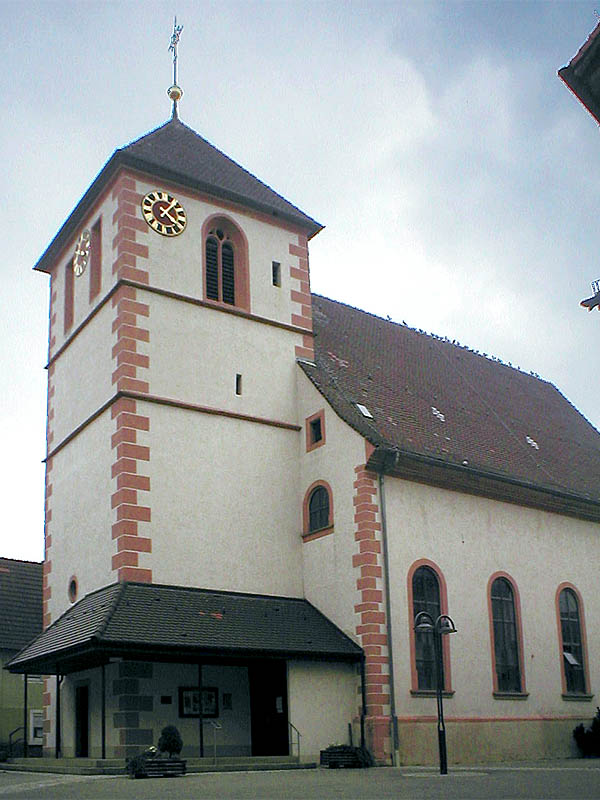
Kościół ewangelicki